# Trayectorias de concentración representativas

Concentraciones de CO_{2} -equivalentes para distintos escenarios de emisión (en partes por millón) de acuerdo con los cuatro RCP utilizados por el quinto informe de evaluación IPCC para hacer modelos predictivos.

Una trayectoria de concentración representativa (RCP, por sus siglas en inglés) es una proyección teórica de una trayectoria de concentración de gases de efecto invernadero (no emisiones) adoptada por el IPCC. Se utilizaron cuatro trayectorias para la modelización del clima y la investigación para el Quinto Informe de Evaluación del IPCC en 2014. Las trayectorias describen diferentes futuros climáticos posibles, dependiendo del volumen de gases de efecto invernadero (GEI) emitidos en los próximos años. Los RCP originalmente RCP 2.6, RCP 4.5, RCP 6 y RCP 8.5 están etiquetados a partir de un posible rango de valores de forzamiento radiativo en el año 2100 (2.6, 4.5, 6 y 8.5 W/m 2, respectivamente). Desde el quinto reporte del IPCC, las trayectorias originales se están considerando junto con las trayectorias socioeconómicas compartidas.

## Concentraciones
Los RCP son consistentes con una amplia gama de posibles cambios en las futuras emisiones antrópicas (es decir, humanas) de los GEI, y su objetivo es representar sus concentraciones atmosféricas. A pesar de caracterizar los RCP en términos de insumos, un cambio clave del informe del IPCC de 2007 al 2014 es que los RCP ignoran el ciclo del carbono al centrarse en las concentraciones de gases de efecto invernadero, no en los aportes de gases de efecto invernadero. El IPCC estudia el ciclo del carbono por separado, prediciendo una mayor absorción de carbono en el océano que corresponde a trayectorias de mayor concentración, pero la absorción de carbono en la tierra es mucho más incierta debido al efecto combinado del cambio climático y los cambios en el uso de la tierra. 
Los cuatro RCP son consistentes con ciertos supuestos socioeconómicos, pero se están sustituyendo por las trayectorias socioeconómicas compartidas que se espera que proporcionen descripciones flexibles de futuros posibles dentro de cada RCP. Los escenarios de RCP reemplazaron las proyecciones del Informe especial sobre escenarios de emisiones publicados en 2000, basados en modelos socioeconómicos similares.

## Trayectorias

### RCP 1.9
RCP 1.9 se basa en el calentamiento global por debajo de 1.5 °C, el objetivo aspiracional del Acuerdo de París.

### RCP 2.6
RCP 2.6 es una trayectoria "muy estricta" de emisiones.

### RCP 3.4
Además de proporcionar otra opción, una variante de RCP 3.4 incluye la eliminación considerable de gases de efecto invernadero de la atmósfera.

### RCP 4.5
Las emisiones en RCP 4.5 alcanzan su punto máximo alrededor de 2040, luego disminuyen.

### RCP 6
En RCP 6, las emisiones alcanzan su punto máximo alrededor de 2080 y luego disminuyen.

### RCP 7
RCP7 es un resultado de referencia más que un objetivo de mitigación.

### RCP 8.5
En RCP 8.5, las emisiones continúan aumentando durante todo el siglo XXI, en el escenario "business as usual" (negocios como siempre). Desde el Quinto reporte se ha pensado que esto es muy poco probable, pero aún posible, ya que las retroalimentaciones no se comprenden bien. Las trayectorias de alta concentración dependen de los supuestos de abundante combustible fósil para la producción futura. Los investigadores se han preguntado si el suministro mundial restante puede satisfacer dicha demanda. Wang et. al. realizaron un estudio que consideró 116 proyecciones diferentes para los pronósticos de producción de combustibles fósiles del siglo XXI publicados en la literatura científica y por los principales institutos de energía que comprenden una amplia gama de escenarios. El estudio encontró que las trayectorias de alta concentración pueden estar sobreestimando el suministro futuro de combustibles fósiles, y en particular RCP 8.5 parecía ser una sobreestimación extremadamente alta. Los resultados indicaron que "la mayoría de las proyecciones climáticas hechas con el conocimiento actual... sobreestiman el cambio climático futuro debido a lo que parecen ser supuestos poco realistas sobre el aumento en el uso de combustibles fósiles". Este estudio encontró que un límite superior probable para la concentración de CO2 del siglo XXI sería de aproximadamente 610 ppm, asociado con aproximadamente 2.6 grados de calentamiento por encima de los niveles preindustriales. El estudio también indicó, sin embargo, que incluso bajo estas limitaciones de suministro, la concentración de CO2 y el calentamiento aún podrían superar el nivel "peligroso" aceptado de 410 ppm y 2 grados, respectivamente, para 2100. 
Hausfather y Peters indicaron en un comentario en Nature que RCP 8.5, generalmente tomado como la base para los peores escenarios de cambio climático, se basó en lo que resultó ser una sobreestimación de la producción de carbón proyectada. Esto ha hecho que el escenario RCP8.5 "sea cada vez más inverosímil con cada año que pasa".
David Rutledge escribió sobre el uso del carbón: "La estimación para la producción mundial a largo plazo es de 680 Gt, en comparación con las reservas más la producción acumulada, 1163 Gt. [...] El año calculado de agotamiento del 90% de las reservas es 2070. Esto proporciona un marco de tiempo para el desarrollo de alternativas. Este trabajo no admite el uso de múltiplos de reservas de carbón en los escenarios del IPCC".
En 2016, un estudio encontró que, aunque la producción mundial de petróleo aumentó a principios de mediados de la década de 2010, estos aumentos se debieron principalmente al alto crecimiento de la producción de petróleo ligero (LTO) en los Estados Unidos, con el resto de la producción mundial de petróleo. constante. El estudio concluyó que si la producción de LTO de Estados Unidos disminuyera de manera persistente, sería poco probable que se pudiera satisfacer la demanda de producción de petróleo requerida bajo los escenarios de mayor concentración de RCP 8.5 y RCP 6. La Administración de Información de Energía de Estados Unidos proyectó en su reporte sobre las perspectivas anuales de energía de enero de 2020 que la producción de petróleo de Estados Unidos alcanzaría una meseta desde 2022 hasta 2045, y luego entraría en declive a medida que el desarrollo avanza hacia áreas menos productivas y la productividad de los pozos disminuyen.

## Proyecciones basadas en las trayectorias

### Siglo 21
La tabla a continuación lista las proyecciones de aumento de temperatura y aumento del nivel del mar para mediados y fines del siglo XXI del Quinto reporte del IPCC. Las proyecciones son relativas a las temperaturas y al nivel del mar a fines del siglo XX y principios del XXI (promedio de 1986-2005). Las proyecciones de temperatura se pueden convertir a un período de referencia de 1850–1900 o 1980–99 agregando 0.61 o 0.11 °C, respectivamente.
|           | 2046-2065              | 2081–2100              |
| Escenario | Media y rango probable | Media y rango probable |
| RCP2.6    | 1.0 (0.4 a 1.6)        | 1.0 (0.3 a 1.7)        |
| RCP4.5    | 1.4 (0.9 a 2.0)        | 1.8 (1.1 a 2.6)        |
| RCP6      | 1.3 (0.8 a 1.8)        | 2.2 (1.4 a 3.1)        |
| RCP8.5    | 2.0 (1.4 a 2.6)        | 3.7 (2.6 a 4.8)        |

En todos los RCP, se prevé que la temperatura media global aumente de 0.3 a 4.8 °C a finales del siglo XXI. 
|           | 2046-2065              | 2081–2100              |
| Escenario | Media y rango probable | Media y rango probable |
| RCP2.6    | 0.24 (0.17 a 0.32)     | 0.40 (0.26 a 0.55)     |
| RCP4.5    | 0.26 (0.19 a 0.33)     | 0,47 (0,32 a 0,63)     |
| RCP6      | 0.25 (0.18 a 0.32)     | 0.48 (0.33 a 0.63)     |
| RCP8.5    | 0.30 (0.22 a 0.38)     | 0.63 (0.45 a 0.82)     |

En todos los RCP, se prevé que el nivel medio mundial del mar aumente en 0.26 a 0.82 m a finales del siglo XXI. 

### Siglo 23
El quinto reporte también proyecta cambios en el clima más allá del siglo XXI. La trayectoria RCP 2.6 extendida asume emisiones antropogénicas negativas sostenidas netas de GEI después del año 2070. "Emisiones negativas" significa que, en total, los humanos absorben más GEI de la atmósfera de los que liberan. La trayectoria RCP 8.5 extendida supone emisiones antropogénicas de GEI continuas después de 2100. En la trayectoria extendida RCP 2.6, las concentraciones atmosféricas de CO2 alcanzan alrededor de 360 ppmv para 2300, mientras que en la trayectoria extendida RCP 8.5, las concentraciones de CO2 alcanzan alrededor de 2000 ppmv en 2250, que es casi siete veces el nivel preindustrial.
Para el escenario extendido RCP 2.6, se proyecto un calentamiento global de 0.0 a 1.2 °C para fines del siglo 23 (promedio 2281–2300), en relación con 1986–2005. Para el RCP 8.5 extendido, se proyecta un calentamiento global de 3.0 a 12.6 °C durante el mismo período de tiempo.